# Asa (dança)
A asa é um movimento de dança de salão, no programa de prata da competição de valsa. É um movimento de transição que reposiciona o seguidor à esquerda do líder. Embora muitos movimentos de dança possam preceder uma asa, apenas um movimento reverso pode seguir uma asa, como um giro reversa, giro reverso duplo, telemark, fallaway reverse, ou drag hesitation.
A asa começa com forward hesitation (hesitação) enquanto leva a conduzida realiza três passos para a frente para o lado esquerdo do condutor. Assim, a próxima figura começará na posição de fora, movendo-se para uma volta inversa.

## trabalho de pés
A asa pode ser precedida por qualquer tipo de batedor, um chassé da posição de promenade, um telemark aberto ou um impetus aberto.
Líder (homem)
| Bater | Posição do pé | Alinhamento                           | quantidade de turno | trabalho de pés                                                                                |
| ----- | --- | ------------------------------------- | ------------------- | ---------------------------------------------------------------------------------------------- |
| 1     | Pé direito para a frente e transversalmente na posição de passeio (PP) e na posição de movimento contra o corpo (CBMP) | Apontando para a linha de dança       | entre 3 e 1         | Salto                                                                                          |
| 2     | Pé esquerdo começa perto do pé direito                                                                                 | Em direção ao centro diagonal voltado | corpo excitado 2    | Pressão no dedo do pé direito com o pé plano e pressão na borda interna do dedo do pé esquerdo |
| 3     | Pé esquerdo fecha ao pé direito sem peso                                                                               | Voltado para o centro diagonal        | entre 2 e 3         | O mesmo que na batida 2                                                                        |

Seguidora (senhora)
| Bater | Posição do pé                                                                                   | Alinhamento                                                               | quantidade de turno                                                         | trabalho de pés        |
| ----- | ----------------------------------------------------------------------------------------------- | ------------------------------------------------------------------------- | --------------------------------------------------------------------------- | ---------------------- |
| 1     | Pé esquerdo à frente em PP e CBMP                                                               | Voltado para o centro diagonal                                            | entre 3 e 1                                                                 | Calcanhar – dedo do pé |
| 2     | Pé direito à frente preparando-se para dar um passo para fora do parceiro (OP) do lado esquerdo | centro voltado                                                            | entre 1 e 2                                                                 | Dedo do pé             |
| 3     | Pé esquerdo à frente em CBMP, OP no lado esquerdo                                               | Linha de dança de apoio, continue girando para o centro diagonal de apoio | entre 2 e 3, então continue a virar o corpo para o centro diagonal de apoio | Toe – calcanhar        |

## Asa fechada
A ala fechada é uma etapa do programa Gold . Enquanto a asa regular termina em posição de parceiro externo, a asa fechada termina em posição fechada, que pode ser precedida por um chassé da posição de passeio ou uma mudança externa. Pode ser seguido por um giro reverso ou diversas variações do batedor.
Líder (homem)
| Bater | Posição do pé                                     | Alinhamento                    | quantidade de turno                    | trabalho de pés                                                     |
| ----- | ------------------------------------------------- | ------------------------------ | -------------------------------------- | ------------------------------------------------------------------- |
| 1     | Pé direito à frente em CBMP, OP                   | Voltado para o centro diagonal |                                        | Salto                                                               |
| 2     | O pé esquerdo começa a se aproximar do pé direito | Voltado para o centro diagonal | Ligeiro corpo vire à esquerda em 2 e 3 | Pé direito inteiro, pressão na borda interna do dedo do pé esquerdo |
| 3     | Pé esquerdo fecha ao pé direito sem peso          | Voltado para o centro diagonal |                                        | Pé direito inteiro, pressão na borda interna do dedo do pé esquerdo |

Seguidora (senhora)
| Bater | Posição do pé                                                   | Alinhamento                                              | quantidade de turno                       | trabalho de pés |
| ----- | --------------------------------------------------------------- | -------------------------------------------------------- | ----------------------------------------- | --------------- |
| 1     | Pé esquerdo para trás em CBMP                                   | Centro diagonal de apoio                                 |                                           | Toe – calcanhar |
| 2     | Pé direito para o lado e ligeiramente para trás (pequeno passo) | Centro diagonal de apoio                                 |                                           | Dedo do pé      |
| 3     | Pé esquerdo à frente em CBMP, OP no lado esquerdo               | De frente para a parede diagonal contra a linha de dança | Corpo ligeiramente virado para a esquerda | Toe – calcanhar |

## Ligações externos
- Open Telemark and Wing no YouTube demonstração por Isaia Berardi e Cinzia Birarelli

Predefinição:Standard waltz